# Villefagnan
Villefagnan – miejscowość i gmina we Francji, w regionie Nowa Akwitania, w departamencie Charente.
Według danych na rok 1990 gminę zamieszkiwało 996 osób, a gęstość zaludnienia wynosiła 42 osób/km² (wśród 1467 gmin regionu Poitou-Charentes Villefagnan plasuje się na 313. miejscu pod względem liczby ludności, natomiast pod względem powierzchni na miejscu 290.).